# FLEGT
FLEGT — pour Forest Law Enforcement, Governance and Trade en anglais, ou « Programme pour l'application des règlementations forestières, la gouvernance et les échanges commerciaux » en français — est un plan d’action de l'Union européenne relatif à l’application de la législation forestière, et à la bonne gouvernance de la gestion des forêts et des échanges commerciaux internationaux de bois, destiné à lutter contre le trafic illégal de bois. Lancé en 2003, son but affiché est d'empêcher toute entrée de bois illégal dans l'Union européenne, en certifiant l'origine du bois importé, dans le cadre d'« accords de partenariat volontaire » (APV), afin, ainsi, de lutter contre l'abattage illégal du bois.

## Histoire
Ce Plan d'action est une initiative de l'Union européenne, destinée à lutter contre l'exploitation forestière illégale et les dommages sociaux, économiques et environnementaux qu'elle provoque.
Le FLEGT a été adopté en mai 2003 par la Commission européenne.

## Mécanismes
Ce plan comprend des activités dans l'UE, et dans les pays tropicaux exportant du bois et des produits dérivés du bois vers l'UE.
- Un règlement (dit règlement FLEGT) interdit aux entreprises de l'UE d'importer et/ou de commercialiser du bois illégal.
- Des accords commerciaux bilatéraux signés entre l'Europe et des pays exportateurs de bois

Une grande partie du plan d'action FLEGT est axée sur la promotion du commerce de produits ligneux légaux et sur la création de mesures supposées dissuasives pour le commerce de produits illicites (bois ou dérivés du bois illégal). D'autres mesures du plan d'action vont plus loin en cherchant à s'attaquer à la mauvaise gouvernance permettent à l'exploitation forestière illégale de perdurer.

## Mesures
Sept types de mesures sont prévues par le plan d'action FLEGT de l'UE :
- Respect et utilisation de la législation ;
- Promotion du commerce légal du bois;
- Soutien aux pays exportateurs de bois ;
- Garanties de financement et d'investissement ;
- Soutien aux initiatives du secteur privé ;
- Politiques d'achat public ;
- Action pour résoudre le problème du bois en conflit.

### Règlement de l'UE sur le bois
Comme prévu dans le plan d'action FLEGT de l'UE, en 2003, l'UE a adopté une nouvelle législation dite règlement de l'UE sur le bois (ou règlement FLEGT). 
Ce règlement impose aux importateurs et aux négociants de bois de l'UE de n'échanger que du bois légal et d'adopter des procédures de diligence raisonnable pour s'assurer que leurs chaînes d'approvisionnement sont légales.
Il impose aux États membres de l'UE de se doter d'une législation, de procédures et de sanctions pour appliquer le règlement.
En juillet 2015, 24 des États membres de l'Union européenne avaient mis en œuvre le règlement de l'UE sur le bois.
La Commission a publié des avis de pré-infraction contre les quatre pays restants (Grèce, Hongrie, Roumanie et Espagne). Le 21 octobre 2015, WWF a déposé une plainte auprès de l'Office fédéral des forêts à Vienne contre l'entreprise autrichienne Holzindustrie Schweighofer pour violation présumée du règlement de l'Union européenne sur le bois.

### Accords de partenariat volontaires (APV)
Dans le cadre du plan d'action FLEGT, l'UE a adopté en 2005 le règlement FLEGT. Celui ci habilite la Commission européenne à négocier des accords commerciaux bilatéraux dénommés Accords de partenariat volontaires (APV) avec les pays exportateurs de bois. 
Dans le cadre d'un APV, le pays partenaire accepte d'exporter uniquement les informations légales produits du bois vers l’UE, tandis que l’UE accepte d’accorder un accès automatique au marché de l’UE aux produits du bois légalement légaux et vérifiés («sous licence FLEGT)».
Les APV encouragent aussi un renforcement de la gouvernance forestière dans les pays exportateurs de bois, en y améliorant la transparence, la responsabilité et la participation des parties prenantes. Le cœur de chaque APV est la description d'un système de vérification de la légalité du bois que le pays partenaire mettra en place pour vérifier la légalité des produits dérivés du bois et délivrer un certificat vérifié. produits avec une licence FLEGT.
En juin 2015, six pays mettaient en œuvre les APV qu'ils avaient ratifiés avec l'UE (le Cameroun, la République centrafricaine, le Ghana, le Libéria, l'Indonésie et la république du Congo) et neuf autres négociaient des accords de partenariat volontaires avec l'UE (Côte d'Ivoire, Gabon, Guyana, Honduras, Laos, Malaisie, Thaïlande, Vietnam, république démocratique du Congo). Ces 15 pays fournissent 80 % des bois tropicaux importé dans l'UE .
Le 21 avril 2016, les présidents indonésien, de la Commission européenne et du Conseil européen ont confirmé que l'Indonésie avait satisfait à l'exigence majeure de son APV et était sur le point de devenir le premier pays au monde à délivrer des licences « FLEGT ». Depuis le 15 novembre 2016, l'Indonésie délivre ces licences, c'est-à-dire que seuls les bois bénéficiant d'une licence FLEGT peuvent entrer dans l'UE. Parmi les autres pays partenaires de l'APV, le Ghana est également à un stade avancé de mise en œuvre de son système de vérification de la légalité du bois, avant l'autorisation FLEGT.

## Compléments